# 世界地図

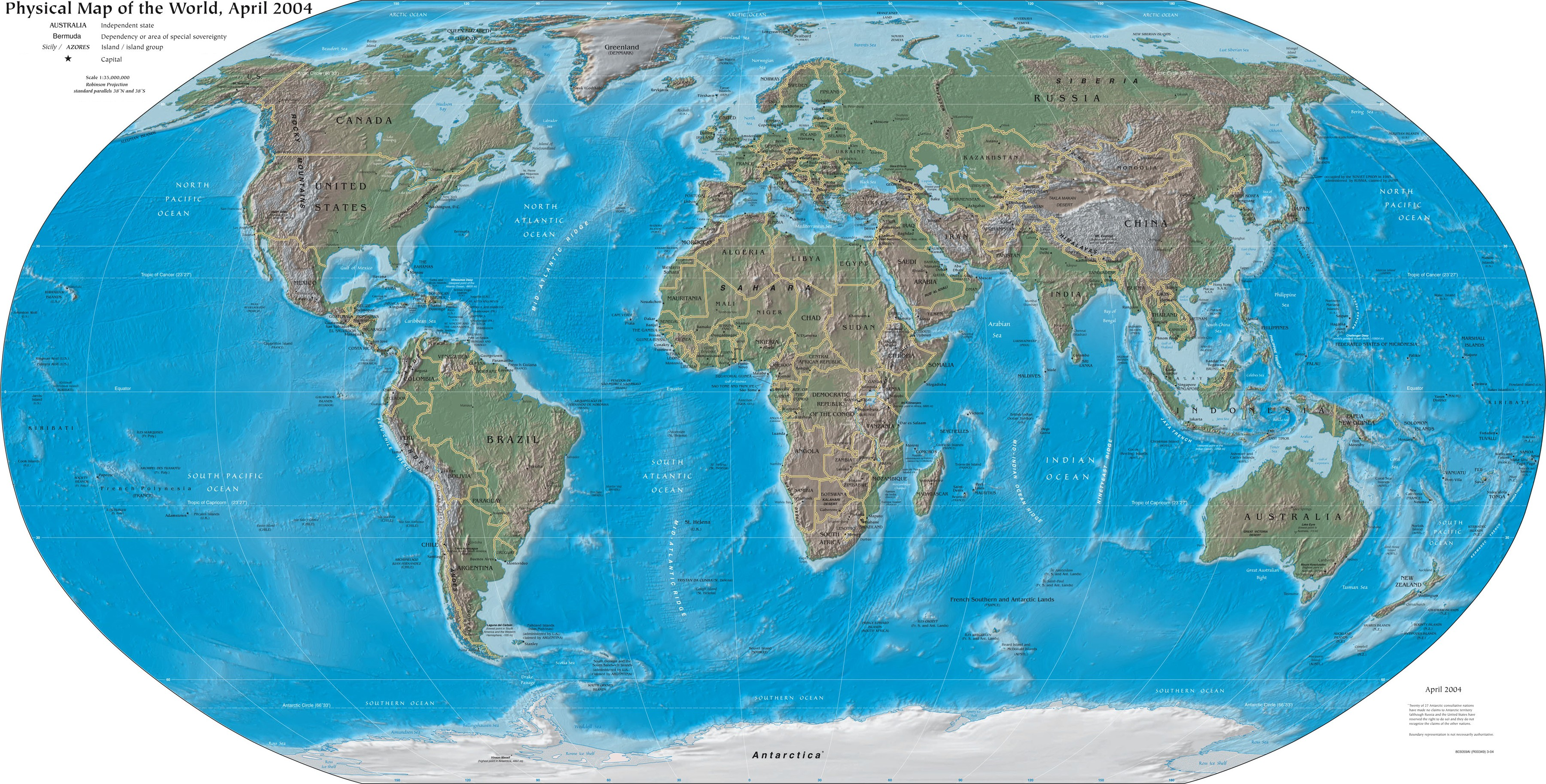
世界地図

世界地図（せかいちず）は、地球全体、あるいは大部分を表現した地図である。
主に以下の事柄が、シンボル化した記号・文字・図形・各種色彩などによって平面上に表現される。
- 自然地理学に関する事柄 - 大陸・半島・海洋・山脈・河川・湖沼の形状・標高・深度など
- 地政学に関する事柄 - 国境・国名・植民地・行政区分・都市など
- 日常生活に関する事柄 - 経線・緯線・日付変更線・鉄道・道路など

## 世界各国の世界地図

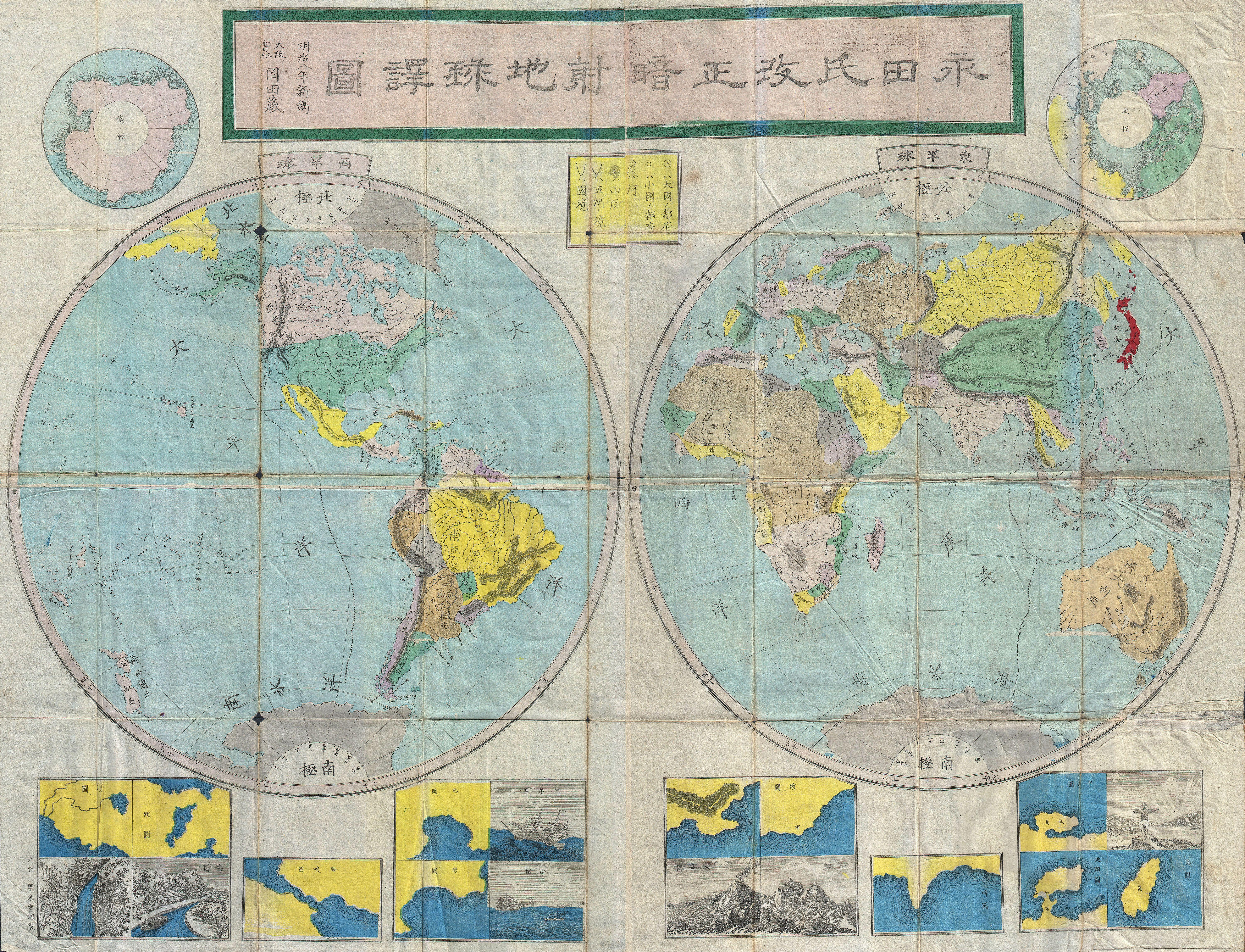
1875年、明治に描かれた世界地図

- 大陸の多くが北半球に位置することから、ほとんどの世界地図は地図の上辺方向を北にしている。
- 日本など東アジア諸国やオセアニア諸国、米国のハワイ州で日常的に用いられる世界地図は、太平洋中心にして大西洋で切り分けるものが多い。この太平洋中心地図は、人類史におけるヒトの移動が描きやすいため、人類学などでも用いられる。
- 英国のグリニッジ天文台を通るグリニッジ子午線を本初子午線（経度0度）としていることからヨーロッパでは経度0を地図の中央に配置しているものが多い。
- 米大陸でも大西洋を中心とする地図が多く用いられる。
- 南半球の国（オーストラリアなど）では地図の上辺を南（つまり上下が逆転した世界地図）にしているものがある[1]。ただし日常的に使われるものではない。
- イスラーム世界の地図では、四方のうち南を正面と考えることに起因して南を上にしているものが多かった。
- 仏教世界では西方浄土の考えから西が上になっているものが多い、また、日本の古地図行基図等では上辺方向は、まちまちである。江戸時代の日本では、畳に広げて周りから取り囲んで見る事が多かったため、最寄りの辺の側から読めるように中心から放射状に文字が配置されている事も多い。
- 多くの世界地図で北が上となったことは、近代的な測量法の確立後に磁石の指針が北を向くこととの関連があるといわれる。
- 陸の輪郭は満潮の時のもので、地図上の大きさは、地球が丸いため図法（投影法）によっては正確ではない。

### 領土範囲の違い
- 中華民国（台湾）で発行された世界地図には、中国大陸及びモンゴル・尖閣諸島が自国領になっているものがある（中華人民共和国とモンゴル国が存在しない）。
- 日本で発行された世界地図では、南樺太、北千島、中国とインドの国境周辺、西サハラ、カシミール地方が所属未決定状態となっている。但し、南樺太の豊原（ロシア名：ユジノサハリンスク）には日本国総領事館があり、日系企業も進出している。北方領土、竹島、尖閣諸島は日本領となっている。台北には首都マークがあったりなかったりする。
- 中華人民共和国が発行している地図では北方領土は日本領、尖閣諸島・台湾は中国領となっており、北方領土については「ロシアが占領」と併記されている。また、南シナ海で中国が領土を造成して地政学的な目的から世界地図を変えている行為は国際問題（南沙諸島海域における中華人民共和国の人工島建設）となっている[2]。
- ロシア、アメリカ、イギリス、オーストラリアなどが発行している地図では南樺太・千島列島・北方領土は全てロシア領となっている。但しアメリカは、北方領土問題に関する日本の妥協を、恫喝によって阻止したとされている[3]（詳細は「ジョン・フォスター・ダレス#国務長官」を参照）。
- 大韓民国及び朝鮮民主主義人民共和国が発行している地図では朝鮮半島が統一されており、韓国では北朝鮮、北朝鮮では韓国が存在しない。また、竹島が自国領となっている。
- アルゼンチンとイギリスの地図ではフォークランド諸島（マルビナス諸島）は自国領となっている（イギリスの実効支配であるため、世界的にはイギリス領となっているが日本の地図では、どちらの領土か明記せず所属未定となっていたり、未定扱いでは無いがどこの国の領土か明記していない場合がある）。

### 呼称の違い
- 韓国や北朝鮮の地図では、日本海を「東海」（国際的に日本海と表記されるが併記するものもある。この問題の詳細は日本海呼称問題を参照）・黄海を「西海」・竹島を「独島」と表記している。
- アルゼンチンの地図では、フォークランド諸島をマルビナス諸島と明記している（国際的にはフォークランド諸島だが、日本の地図では両方書かれている）。
- 中国と台湾の地図では、尖閣諸島の魚釣島を「釣魚島」と表記しており、更に台湾の地図では尖閣諸島そのものを「釣魚台列嶼」と表記している。
- ベトナムの地図では、南シナ海を「東海」もしくは「東ベトナム海」と表記している。

## 図法

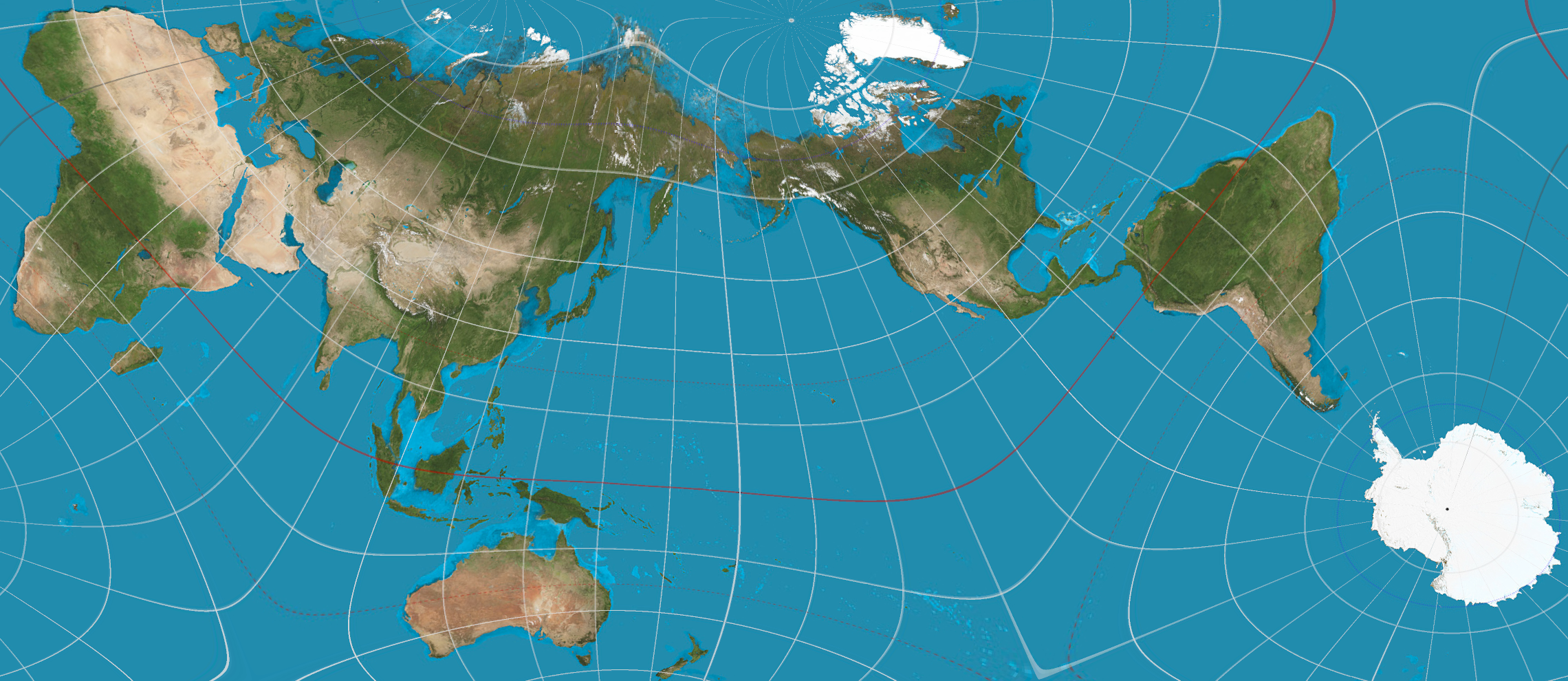
オーサグラフにより描画された世界地図。縦横比は 。

図法とは、球体である地球上にある地形を平面の地図に射影する際に用いる手法である。目的に応じた地図の投影法を用いる。世界地図では地球表面のほぼ全てを1枚の平面に投影するためどうしても歪みが大きくなるが、それ故に様々な工夫がなされてきた。
赤道を基準線とした円筒図法が、同緯度・同経度の関係を一目で把握しやすく、もっとも多く使われている。その中でも正角（狭い範囲で見れば形が正しい）であり、大洋航海に用いられてきたメルカトル図法が世界地図の代表的存在である。しかしメルカトル図法は縮尺の変化が大きいため、厳密な正角性を必要としない用途では他の円筒図法や擬円筒図法もよく用いられる。その中でも正積性（面積の比が正しい）が求められる場合のために、擬円筒図法のサンソン図法やモルワイデ図法が考案された。一方、擬方位図法であるエイトフ図法やハンメル図法は、形状がモルワイデ図法に似ており歪みはモルワイデ図法よりも小さいが、19世紀末の考案で歴史が浅く、緯線が平行直線でなく経緯度を取りにくいせいか、モルワイデ図法ほど利用されていない。また、平面充填が可能であり、地図上のどの箇所からも全方位的な全体図を切り出すことができるオーサグラフが日本の鳴川肇により考案されている。
一つにまとまった地図として描く事をあきらめれば、歪みを小さくできる。19世紀初頭までは、正角図法である平射図法により、世界を西半球と東半球の「二つの円」に分けて描く方法が多用された。グード図法では、複数の正積擬円筒図法を切り裂いてつなぎ合わせている。さらにダイマクション地図では、多面体に心射投影して切り開いている。
逆に国連旗では世界を「切り裂く」事を避けて、南極以外を連続して描く正距方位図法を用いている。

## 世界地図から辿る世界観

### 古代

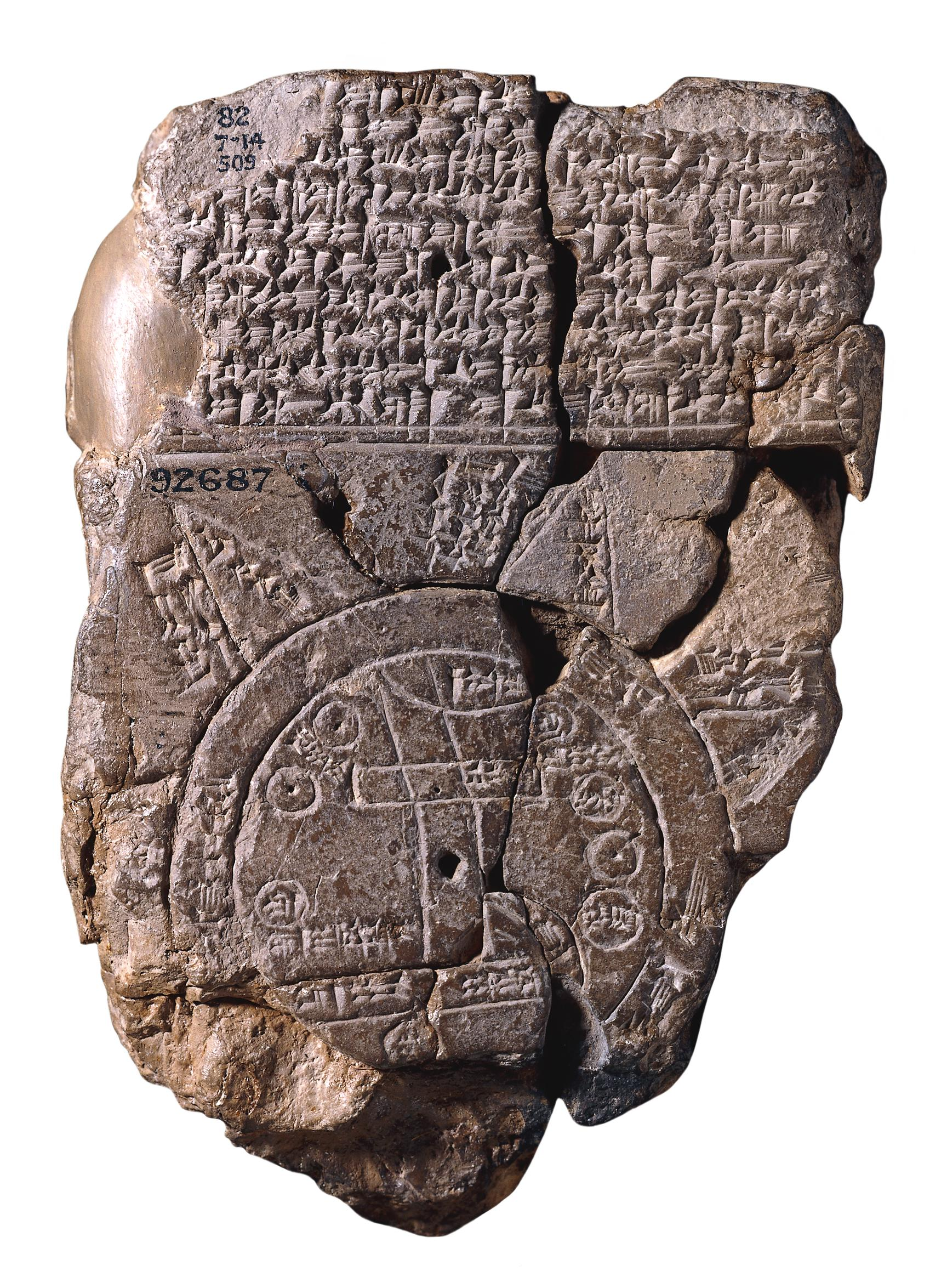
バビロニアの地図（紀元前600年頃）

古代では、自分達が生活する土地の周りの世界観を描いていた。例えば、古代に作られた世界最古の地図に、「バビロニアの地図」がある。このバビロニアの地図では、世界の中心地を「バビロニア」とし、そこから見渡すことの出来る部分を円盤状に描いており、一番周りの部分を海が取り囲んでいる、という見方をしていた。

### 中世
中世では、「教義」によって世界観が左右されていた。例えば、中世のヨーロッパでは、キリスト教の教義によって世界観が強制されていた。その教義によって、キリストの生誕地であるイスラエルのイェルサレムが世界の中心とされた。また、東方に存在する楽園を地図上では上に描き、アジア・アフリカ・ヨーロッパの三大陸を描いていた。
→TO図

### 近代
近代になると、植民地の分割の必要性などにより、より今までの世界地図よりもさらに正確な地図が必要とされるようになった。その一つのメルカトルの地図がある。メルカトルの地図では、等角航路が直線で表されているため、目的地にも正確に辿り着ける。ただし、北アメリカ・南アメリカ大陸に関しては、多少不正確な点がある。

## 符号位置
絵文字としてUnicode 7.0 から収録。
| 記号 | Unicode | JIS X 0213 | 文字参照            | 名称     |
| ---- | ------- | ---------- | ------------------- | -------- |
| 🗺    | U+1F5FA | -          | &#x1F5FA; &#128506; | 世界地図 |